# Paesi Bassi ai Giochi della XXVII Olimpiade
I Paesi Bassi parteciparono ai Giochi della XXVII Olimpiade, svoltisi a Sydney, Australia, dal 15 settembre al 1º ottobre 2000, con una delegazione di 231 atleti impegnati in ventuno discipline.

## Medaglie
| Medaglia | Nome          | Sport | Evento         |
| -------- | ------------- | ----- | -------------- |
| Oro      | Mark Huizinga | Judo  | 90 kg maschile |

## Risultati

### Pallanuoto
Uomini
| Atleta | Classifica |                        |
| --- | --- | ---------------------- |
| V · D · M Nazionale maschile olandese di pallanuoto · Giochi olimpici - Sydney 2000 van de Bunt • Havenga • de Jong • Boom • Brebde • Uri • Silvis • van der Meer • Thomas • Booij • de Bruijn • Zuidweg • Vermeulen · CT : Johan Aantjes | 11° |                        |
| Nazionale maschile olandese di pallanuoto · Giochi olimpici - Sydney 2000 | |                        |
| van de Bunt • Havenga • de Jong • Boom • Brebde • Uri • Silvis • van der Meer • Thomas • Booij • de Bruijn • Zuidweg • Vermeulen · CT: Johan Aantjes                                                                                      | van de Bunt • Havenga • de Jong • Boom • Brebde • Uri • Silvis • van der Meer • Thomas • Booij • de Bruijn • Zuidweg • Vermeulen · CT: Johan Aantjes | Paesi Bassi (bandiera) |

Donne
| Atleta | Classifica |                        |
| --- | --- | ---------------------- |
| V · D · M Nazionale femminile olandese di pallanuoto · Giochi olimpici - Sydney 2000 Boering • de Bruijn • Hiemstra • Kuipers • Leijendekker • Megens • op den Velde • Overdam • Peerenboom • Plugge • Quint • van den Berg • van der Weijden-Bast · CT : Jan Mensink | 4° |                        |
| Nazionale femminile olandese di pallanuoto · Giochi olimpici - Sydney 2000 | |                        |
| Boering • de Bruijn • Hiemstra • Kuipers • Leijendekker • Megens • op den Velde • Overdam • Peerenboom • Plugge • Quint • van den Berg • van der Weijden-Bast · CT: Jan Mensink                                                                                       | Boering • de Bruijn • Hiemstra • Kuipers • Leijendekker • Megens • op den Velde • Overdam • Peerenboom • Plugge • Quint • van den Berg • van der Weijden-Bast · CT: Jan Mensink | Paesi Bassi (bandiera) |